# Robert Fulghum
Robert Lee Fulghum [Fuldžum] (* 4. června 1937 Waco, Texas) je americký spisovatel, unitářský pastor, filosof, učitel, zpěvák, malíř atd.
Popularitu si získal především svými knížečkami s drobnými úvahami. Nejznámější z jeho statí je Všechno, co opravdu potřebuju znát, jsem se naučil v mateřské školce.

## Život
Jde o člověka mnoha povolání a schopností. Má několik vysokoškolských diplomů, ale mluví o sobě jako o samoukovi, jehož něčemu naučila teprve škola života.
Čtyřikrát objel svět, strávil dlouhý čas jako mnich v zen-buddhistickém klášteře. Během svého života vystřídal velké množství povolání, z nichž stojí za zmínku, že např.: pracoval jako kovboj na statku v Texasu, Coloradu a Montaně, závodil na místních rodeích, nějakou dobu byl zaměstnaný u firmy IBM, pak také jako barman a jako učitel hry na kytaru.
Hře na kytaru se věnuje poloprofesionálně, hraje na charitativních koncertech ve skupině The Rock Bottom Remainders spolu se svými přáteli, taktéž spisovateli: Dave Barry, Stephen King, Amy Tan. Ovládá hru na hudební nástroj mandocello. Posledních 20 let rovněž učí kreslení.
O svém spisovatelství říká:

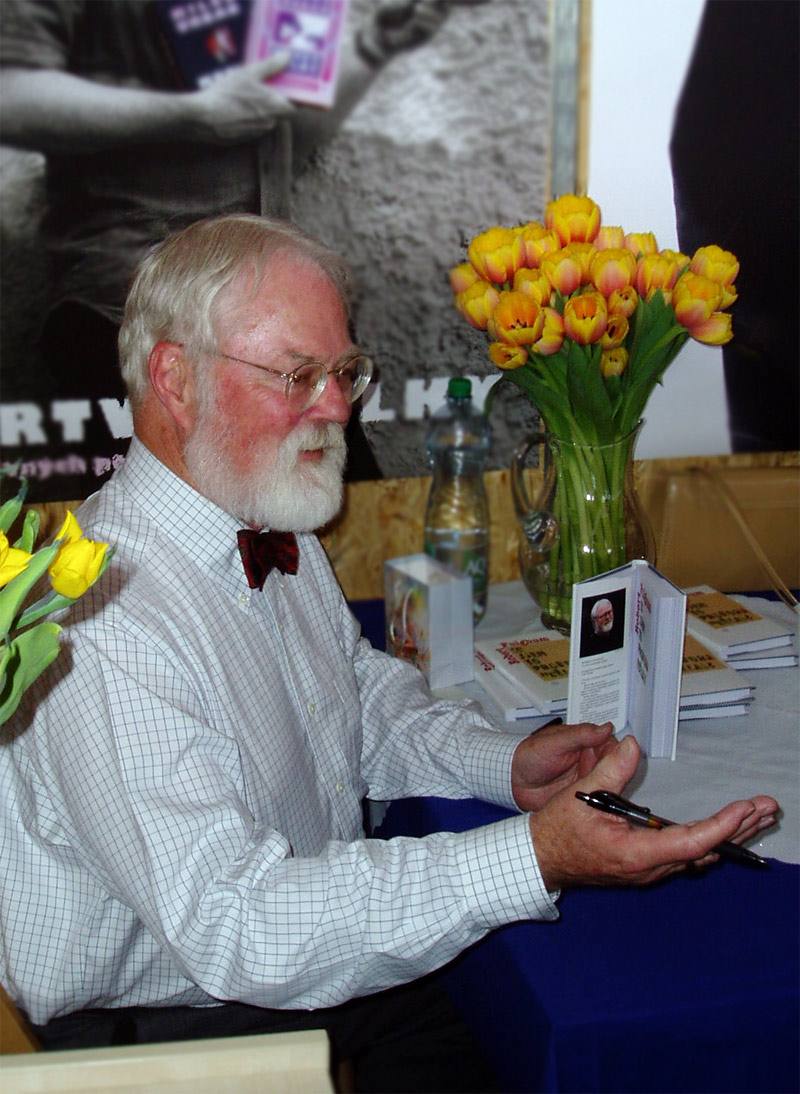
Robert Fulghum, autogramiáda – knižní veletrh Svět knihy 2007

“Nechtěl jsem být spisovatelem. Je to něco, co přišlo potom, co mi bylo 50 let. A já jsem vždy měl život, jaký jsem chtěl, manželku, jakou jsem chtěl, a v tomto věku jsem měl docela jasno o tom, co je důležité. Úspěch mého psaní přišel, jako když najednou objevíte bohatého strýčka, který vám nechá vlak plný kladiv. Myslím kolik kladiv můžete použít? Je to čokoládový sirup. Je to něco navíc.”
Má 4 děti, jeho syn Hunter S. Fulghum je také spisovatelem.
V dřívější době během roku střídavě žil se svojí bývalou manželkou na houseboatu na Lake Union v Seattlu, městečku Kolymbari na řeckém ostrově Kréta nebo na samotě v horách Moabu v Utahu, kde se věnuje psaní.

### Návštěvy Česka
Do Česka se pravidelně vrací. Bývá jedním z hostů knižního veletrhu Svět knihy v Praze a Podzimního knižního veletrhu v Havlíčkově Brodu. V roce 2005 byl hostem pořadu Marka Ebena Na plovárně. V roce 2006 navštívil také festival mateřských škol Mateřinka. Do Česka přicestoval i v roce 2007 v rámci propagace své knihy What On Earth Have I Done? (Co jsem to proboha udělal?). V roce 2007 také navštívil setkání roverů a rangers ObRok, jehož se zúčastnila více než tisícovka skautů a skautek starších 15 let. V roce 2011 se do Česka znovu vrátil, tentokrát s knihou Drž mě pevně a miluj mě zlehka – Příběhy z tančírny Století. Českou republiku navštívil také v květnu 2016 a říjnu 2017, kdy se zúčastnil projektu LiStOVáNí Lukáše Hejlíka v mnoha městech. V říjnu 2019 podnikne turné po Česku, při kterém představí svou novou knihu U Devíti draků a jedné ovce.

## Dílo a poselství
První kniha, kterou vydal, mu okamžitě zajistila fenomenální slávu. 14 miliónů knih prodaných v 93 zemích po celém světě, to je bilance útlé knížky Všechno, co opravdu potřebuju znát, jsem se naučil v mateřské školce, vydané v roce 1988.
- O všechno se rozděl
- Hraj fér
- Nikoho nebij
- Vracej věci tam, kde jsi je našel
- Uklízej po sobě
- Neber si nic, co ti nepatří
- Když někomu ublížíš, řekni promiň
- Před jídlem si umyj ruce
- Splachuj
- Teplé koláčky a studené mléko ti udělají dobře
- Žij vyrovnaně – trochu se uč a trochu přemýšlej a každý den trochu maluj a kresli a zpívej a tancuj a hraj si a pracuj
- Každý den odpoledne si zdřímni
- Když vyrazíš do světa, dávej pozor na auta, chytni se někoho za ruku a drž se s ostatními pohromadě

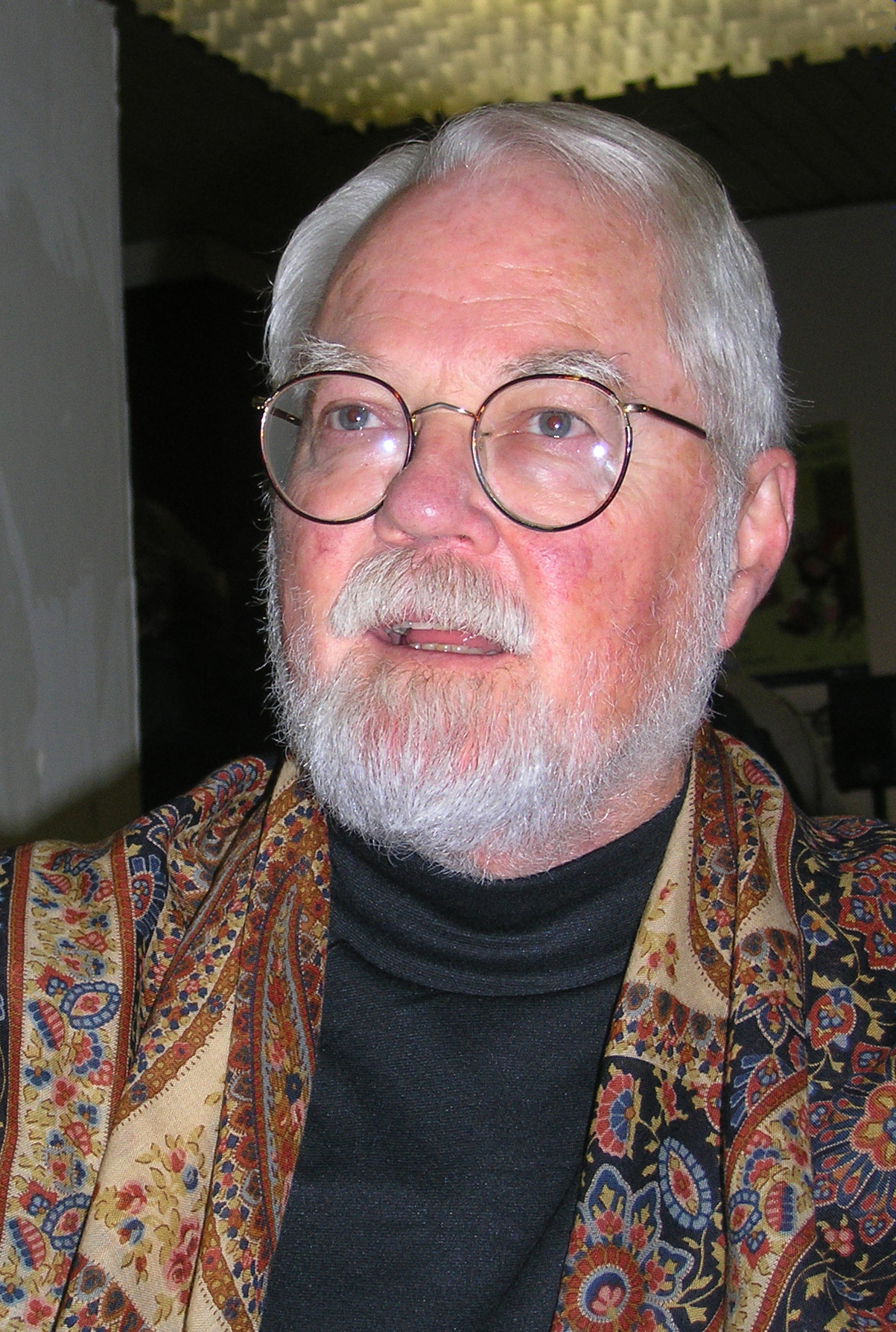
Robert Fulghum v roce 2011

Zážitky z opravování baterie u auta, z darování dárků (mosazné pravidlo dárků: „nezáleží na pohnutce, ale na dárku samotném, protože z dobrých pohnutek ten správný dárek zkrátka vzejde…“), setkání s tancujícím starým indiánem, z dětských her, kdy jej za ruku držela mořská víla, která nezapadala do jeho škatulek, píše o sousedovi, který nechápal jeho netečnost k plevelu, o taxikářích, kteří nepodvádějí, o větách, které nemají konce a zabírají celý odstavec… Jsou to kouzelná zamyšlení, malé, často ani ne stránkové fejetony, které vlastně ani nevyjadřují nějakou sofistikovanou filosofickou myšlenku. Rozhodně ne přímo. Ale jsou to upřímná slova od upřímného, optimistického, chytrého a vtipného člověka, který se nebojí odhalit svoje chyby a zastydět se za ně. Bere svůj život vážně, ale s humorem. A to bychom měli umět všichni.
Jeho fejetony jsou často sentimentální, oslovují mnoho lidí, protože Robert Fulghum píše o tom, co míjíme každý den, aniž bychom se zastavili. O tom, co se týká všech společně, ale každého zvlášť. O tom, co toužíme sdílet, ale co dusíme někde uvnitř nás a skrýváme jako skvrnu na košili. Píše o životě, o maličkostech, které ten život tvoří. On samozřejmě píše o tom svém. Konkrétně, a přesto obecně.

### Dílo
- Všechno, co opravdu potřebuju znát, jsem se naučil v mateřské školce: neobyčejné přemýšlení o obyčejných věcech – 1988
- Už hořela, když jsem si do ní lehal – 1989
- Možná, možná ne: nápady z vnitřního světa – 1993, 1996 (3. vydání – ISBN 80-7203-046-9)
- Ach jo: některé postřehy z obou stran dveří ledničky – 1995, ISBN 80-7203-043-4
- Od začátku do konce: naše životní rituály – 1995, ISBN 80-85794-44-6
- Opravdová láska – 1997, ISBN 80-7203-138-4
- Slova, která jsem si přál napsat sám: citáty, jež ovlivnily mé myšlení – 1997, ISBN 80-7203-112-0
- Všechno, co opravdu potřebuju znát, jsem se naučil v mateřské školce: neobyčejné přemýšlení o obyčejných věcech – 2003 – rozšířené vydání knihy s 25 novými příběhy, ISBN 80-7203-538-X
- Třetí přání – 2004 – román, vyšel nejprve v nakladatelství Argo, ČR a až poté v USA, ISBN 80-7203-618-1
- Třetí přání 2, zbytek příběhu /skoro/ – 2005, ISBN 80-7203-714-5
- Třetí přání 3 – splněno – poslední díl – 2006, ISBN 80-7203-780-3
- Co jsem to proboha udělal? – 2007, ISBN 978-80-7203-869-5
- Věčná dobrodružství kapitána Školky (Evina knížka) 2011 ISBN 978-80-257-0406-6
- Drž mě pevně, miluj mě zlehka - Příběhy z tančírny Century – 2011, ISBN 978-80-257-0484-4
- Vzpomínky na jedno dobrodružství 2013, ISBN 978-80-257-0832-3
- Poprask v sýrové uličce 2016, ISBN 978-80-257-1840-7
- Opravář osudů – 2017, ISBN 978-80-257-2244-2, první díl zamýšlené trilogie
- U Devíti draků a jedné ovce – 2019, ISBN 978-80-257-2932-8, druhý díl trilogie
- Ohňostrojení – 2020, ISBN 978-80-257-3263-2